# Manzaneda
Manzaneda là một đô thị trong tỉnh Ourense, thuộc vùng Galicia ở tây bắc Tây Ban Nha. Dân số năm 2006 là 1.098 người. Diện tích đô thị này 114,59 km2. Dân số năm 2006 là 1.098 người.

## Biến động dân số
| Biến động dân số của Manzaneda - giai đoạn 1900 và 2004 -                                                                            |       |       |       |       |
| 1900 | 1930  | 1950  | 1981  | 2004  |
| 3.283 | 3.437 | 2.973 | 1.954 | 1.150 |
| Fuentes: INE e IGE (Los criterios de registro censal variaron entre 1900 y 2004, y los datos del INE y del IGE pueden no coincidir.) |       |       |       |       |